# Elecciones estatales de Campeche de 1979
Las elecciones estatales de Campeche de 1979 se realizaron el domingo 1 de julio de 1979 y en ellas se renovaron los siguientes cargos de elección popular del estado mexicano de Campeche:
- Gobernador de Campeche: Titular del Poder Ejecutivo del estado, electo para un periodo de seis años, sin derecho a reelección. El candidato electo fue Eugenio Echeverría Castellot.
- 8 ayuntamientos. Compuestos por un presidente municipal y sus regidores, electos para un periodo de tres años.

## Resultados

### Gobernador
|  | 100 % |

|  | 0 % |

|  | 0 % |

### Ayuntamientos
|  | 92.31 % |

|  | 6.73 % |

|  | 0.95 % |